# Beverly, New Jersey
Beverly är en stad i Burlington County i delstaten New Jersey. Vid 2020 års folkräkning hade Beverly 2 499 invånare.